# Jacobinia
De jacobinia (Justicia carnea) is een plant uit de familie Acanthaceae. Het is een krachtige, tot 2 m hoge, weinig verhoute halfheester met vierkantige stengels. De bladeren zijn tegenoverstaand, langwerpig, tot 25 cm lang en tot 12 cm breed, aan beide einden toegespitst en met een gegolfde rand. Tussen de nerven zijn de bladeren meestal bobbelig.
De roze bloemen groeien in eindstandige, tot 20 cm lange, dichte pluimen. De kelk bestaat uit vijf smalle, tot 1 cm lange slippen. De bloemkroon is tot 7 cm lang en bestaat uit een vrijwel rechte bloembuis, een teruggekromde, drielobbige onderlip en een opgerichte, iets gekromde, bij de top tweelobbige bovenlip. Onder de bovenlip bevinden zich de twee meeldraden. De slechts zelden gevormde vruchten zijn langwerpige, iets knotsvormige doosvruchten met een of twee zaden per hok.
De jacobinia komt van oorsprong voor in Brazilië. De plant wordt in de tropen veel in tuinen en parken gekweekt. Naast de gebruikelijke vorm met roze bloemen, bestaan er ook vormen met witte, lila of rode bloemen. Omdat de plant zelden vruchten vormt, wordt hij meestal door middel van stekken vermenigvuldigd.